# 1020年代
1020年代（せんにじゅうねんだい）は、西暦（ユリウス暦）1020年から1029年までの10年間を指す十年紀。

## できごと
- ハプスブルク家発祥の地であるハビヒツブルク城（ハプスブルク城）が建設される。

### 1020年
- 藤原道長、法成寺阿弥陀堂を建立。

### 1021年
- ガズナ朝のマフムードがラホールを奪取。

### 1022年
- オルレアンで異端カタリ派に対する最初の火刑が行われる。

### 1023年
- 北宋が、益州に交子務を置き、民間の交子（手形）発行を禁止し、官が交子（紙幣）発行を独占する（世界最古の紙幣）。

### 1024年
- ハインリヒ2世死亡、コンラート2世ドイツ王を継承。

### 1025年
- 南インドのチョーラ朝、シュリーヴィジャヤ王国に遠征しパレンバンを占領。

### 1026年
- コンラート2世、第１回イタリア遠征。ミラノでイタリア王となる。

### 1027年
- コンラート2世、ローマで皇帝として戴冠。

### 1028年
- 平忠常の乱。
- クヌート、ノルウェー王オーラヴ2世を追放し、全北欧の王となる（北海帝国形成）。